# Pablo Bustinduy
Pablo Bustinduy Amador, né le 19 mars 1983, est un homme politique espagnol.
Il est élu député de la circonscription de Madrid lors des élections générales de décembre 2015.

## Biographie

### Profession
Pablo Bustinduy Amador est licencié en sciences politiques et administratives par l'Université complutense de Madrid. Il possède un master en histoire et pensée politique délivré par l'IEP Paris. Il est professeur de philosophie dans différentes universités mais aussi traducteur, essayiste et écrivain.

### Activités politiques
Il est secrétaire chargé des relations internationales de Podemos.
Le 20 décembre 2015, il est élu député pour Madrid au Congrès des députés et réélu en 2016.
Pedro Sánchez annonce le 20 novembre 2023 que Pablo Bustinduy sera nommé ministre des Droits sociaux, de la Consommation et de l'Agenda 2030 dans son troisième gouvernement. Il prête serment et entre en fonction le lendemain, devant le roi Felipe VI. À ce poste, il occupe les mêmes bureaux que sa mère, Ángeles Amador, quand elle était ministre de la Santé.